# Bud Poile
Norman R. (Bud) Poile (ur. 10 lutego 1924 w Fort William, Ontario, zm. 4 stycznia 2005) – kanadyjski hokeista, trener, działacz sportowy.
Od listopada 1942 występował w zawodowym zespole Toronto Maple Leafs, gdzie tworzył ceniony atak ligowy wraz z Gusem Bodnarem i Gaye Stewartem. Po przerwie w karierze sportowej (służył w wojsku podczas II wojny światowej) powrócił do zespołu z Toronto i zdobył z nim w 1947 Puchar Stanleya.
Wkrótce zakończył karierę zawodniczą i zajął się pracą trenerską. Prowadził (od 1950) zespół Tulsa Oilers w USHL, następnie Detroit Glace Bay w Maritime Senior League. Przez dziewięć lat był trenerem Edmonton Flyers w Western Hockey League (WHL), zdobywając trzy tytuły mistrzowskie oraz miano "Trenera Roku" (przyznane przez "The Hockey News" w 1953). Znany trener zespołu Detroit Red Wings Jack Adams widział go w roli swojego następcy, jednak władze klubu z Detroit zatrudniły Sida Abela. Poile przeszedł na stanowisko trenera innego klubu ligi WHL, San Francisco Seals, z którym zdobył kolejny tytuł mistrzowski.
Po rozszerzeniu ligi zawodowej NHL (1967) Poile został trenerem Philadelphia Flyers, tworząc podwaliny pod przyszłe triumfy w Pucharze Stanleya m.in. poprzez zatrudnienie znanych graczy – Bobby’ego Clarke i Bernie Parenta. W 1970 przeszedł do zespołu Vancouver Canucks, gdzie pracował przez 3 lata. W 1973 został aktywnym działaczem. Był wiceprezydentem Międzynarodowej Federacji Hokeja na Lodzie, komisarzem Central Hockey League (1976–1984), szefem International Hockey League (ICL, 1984-1989). Uczynił z ICL mocne zaplecze ligi NHL, za co uhonorowano go nagrodą Lestera Patricka. Po jego odejściu na emeryturę (1989) część zespołów ICL promowano do NHL.
W 1990 został wpisany do Międzynarodowej Hall of Fame Hokeja na Lodzie.